# Émile Guérinel
Émile Guérinel (Romagné, 3 de juny de 1929 - 2 de febrer de 2014) va ser un ciclista francès, que fou professional entre 1952 i 1959. Les seves principals victòries foren dues edicions del Gran Premi de Plouay, el 1951 i 1952.

## Palmarès
- 1951
  - 1r al Gran Premi de Plouay
  - 1r a Hennebont
- 1952
  - 1r al Gran Premi de Plouay
  - 1r al Gran Premi de Granville
- 1953
  - 1r al Gran Premi du Libre Poitou
- 1954
  - Vencedor d'una etapa del Circuit de les Ardenes
- 1955
  - Vencedor de 2 etapes del Tour de la Manche
- 1957
  - 1r a Saint-Renan
- 1958
  - 1r al Critèrium de Saint-Georges-de-Chesné
  - 1r a Ploudalmezeau
  - 1r a Pontrieux
  - 1r a Saint-Malo

## Resultats al Tour de França
- 1953. Abandona (7a etapa)
- 1954. 65è de la classificació general